# Meine Welt (Yvonne-Catterfeld-Album)
Meine Welt ist das Debütalbum der deutschen Popsängerin Yvonne Catterfeld und wurde am 26. Mai 2003 im deutschsprachigen Raum veröffentlicht. Meine Welt ist Catterfelds bislang erfolgreichstes Studioalbum und platzierte sich in Deutschland direkt auf Position eins der Albumcharts. In Österreich schaffte es der Longplayer auf Position vier, in der Schweiz auf Platz drei. Es erhielt zwei Mal Gold innerhalb von drei Tagen.

## Vorgeschichte
Catterfeld war nach dem Erreichen des zweiten Platzes in der Castingshow Stimme 2000, bei der die damaligen BMG-Verantwortlichen André Selleneit und Thomas M. Stein in der Jury saßen, von der BMG-Tochter Hansa unter Vertrag genommen worden.

## Titelliste
| Nr. | Titel                                   | Dauer | Komponist/en                                                                     | Produzent/en                                                 |
| --- | --------------------------------------- | ----- | -------------------------------------------------------------------------------- | ------------------------------------------------------------ |
| 1   | Für dich (Album-Version)                | 4:28  | Dieter Bohlen, Klaus Hirschburger, Lukas Hilbert                                 | Dieter Bohlen                                                |
| 2   | Abendstern                              | 3:32  | Yvonne Catterfeld, Thomas Rüllich, Mighty KK, Oliver Pinelli, Bintia Harris      | Oliver Pinelli, Mighty KK, DJ Derezon                        |
| 3   | Niemand sonst (Single-Version)          | 3:33  | Götz von Sydow, Ralf Hildenbeutel                                                | Schallbau                                                    |
| 4   | Wenn du mich berührst                   | 3:44  | Mighty KK, Bintia Harris                                                         | Mighty KK                                                    |
| 5   | Blaue Augen (Cover)                     | 4:19  | Annette Humpe                                                                    | Oliver Pinelli, Mighty KK                                    |
| 6   | Die Welt steht still                    | 4:21  | Stevie B-Zet, Ralf Hildenbeutel, Laith Al-Deen, A.C. Boutsen                     | Schallbau                                                    |
| 7   | Gefühle (Single-Version)                | 3:38  | Klaus Hirschburger, Mirko von Schlieffen, Achim Jannsen, Manfred "Thissy" Thiers | Mirko von Schlieffen, Achim Jannsen, Manfred "Thissy" Thiers |
| 8   | Sag mir                                 | 4:30  | Götz von Sydow, Ralf Hildenbeutel, Julie Ann Evans                               | Schallbau                                                    |
| 9   | Manchmal                                | 3:36  | Olaf Jeglitza, Boris Köhler                                                      | O-Jay, Gary B., Chris Kusch                                  |
| 10  | Unendlich weit                          | 3:47  | Andreas John, Erik McHoll, Alexandra Ziehm                                       | Ingo Politz, Bernd Wendlandt                                 |
| 11  | Verwelkt                                | 3:39  | Andreas John, Erik McHoll, Alexandra Ziehm                                       | Ingo Politz, Bernd Wendlandt                                 |
| 12  | Komm zurück zu mir (Single-Version)     | 3:39  | Olaf Jeglitza, Boris Köhler                                                      | G. Mart                                                      |
| 13  | Niemandsland (Feat. Udo Lindenberg)     | 3:52  | Udo Lindenberg, Angelina Maccarone                                               | Udo Lindenberg, FlexibelBetriebe                             |
| 14  | Regenbogen                              | 4:10  | Oliver Pinelli, Daniel Zenke                                                     | Oliver Pinelli, Mighty KK                                    |
| 15  | If I Could                              | 3:33  | Götz von Sydow, Ralf Hildenbeutel                                                | Schallbau                                                    |
| 16  | If You (englische Version von Für dich) | 3:45  | Dieter Bohlen                                                                    | Dieter Bohlen                                                |

### Wahre Helden
Eine zweite Version des Albums beinhaltet als 15. Stück den Titel Wahre Helden, sodass die zwei englischen Lieder sich auf dem Album jeweils um einen Titel nach hinten verschieben. Außerdem erschien dieser Titel im Dezember 2003 als Promo-Single. Geschrieben wurde das Stück von Götz von Sydow und Ralf Hildenbeutel.

## Singleauskopplungen

### Komm zurück zu mir
Komm zurück zu mir erschien als erste Single aus Meine Welt am 26. November 2001 im deutschsprachigen Raum. Das Lied belegte Rang 76 der deutschen Singlecharts und fiel nach zwei Wochen wieder heraus. Regie beim Videodreh zur Singleauskopplung führte Peter Pippig für die Produktionsfirma Blow Film GmbH.

### Niemand sonst
Knapp ein Jahr nach Komm zurück zu mir wurde Niemand sonst am 21. Oktober 2002 veröffentlicht. Der Song schaffte es auf Position 31 der Charts und hielt sich insgesamt 13 Wochen in den Top-100. Regie beim Dreh des Musikvideos führte Robert Bröllochs. Gedreht wurde an einem Tag in Mannheim und in Ludwigshafen am Rhein, als Produzentsleiter fungierte Michael Bröllochs.

### Gefühle
Gefühle wurde als dritte Single des Albums veröffentlicht. Das Lied erreichte in Deutschland einen Charteinstieg auf Rang 26. Nach neun Wochen verließ der Titel die Singlecharts. Regisseur des Videos ist Thomas Job; Kirsten Sohrauer ist die Produzentin.

### Für dich
Mit der vierten Single Für dich gelang Catterfeld 2003 der musikalische Durchbruch im deutschsprachigen Raum. Der Song stieg direkt auf Platz eins in die deutschen Singlecharts ein, zudem belegte das Lied Platz eins in Österreich und in der Schweiz. Für dich avancierte mit Gold- und Platinauszeichnungen zum erfolgreichsten Titel Catterfelds musikalischer Karriere.

## Kommerzieller Erfolg

### Chartplatzierungen
| ChartsChartplatzierungen | Höchstplatzierung | Wochen |
| ------------------------ | ----------------- | ------ |
| Deutschland (GfK)        | 1 (33 Wo.)        | 33     |
| Österreich (Ö3)          | 4 (20 Wo.)        | 20     |
| Schweiz (IFPI)           | 3 (16 Wo.)        | 16     |

| ChartsJahrescharts (2003) | Platzierung |
| ------------------------- | ----------- |
| Deutschland (GfK)         | 26          |
| Österreich (Ö3)           | 60          |
| Schweiz (IFPI)            | 45          |

### Auszeichnungen für Musikverkäufe
| Land/Region        | Auszeichnungen für Musikverkäufe (Land/Region, Auszeichnung, Verkäufe) | Verkäufe |
| ------------------ | ---------------------------------------------------------------------- | -------- |
| Deutschland (BVMI) | Platin                                                                 | 200.000  |
| Österreich (IFPI)  | Gold                                                                   | 15.000   |
| Schweiz (IFPI)     | Gold                                                                   | 20.000   |
| Insgesamt          | 2× Gold · 1× Platin ·                                                  | 235.000  |